# Aliou Bah
Aliou Bah de son nom complet Mamadou Aliou Bah, né le 20 février 1984 à Labé (Guinée) est un consultant, chargé d'enseignement, écrivain et homme politique guinéen.
Depuis 2018, il est président du Mouvement démocratique libéral (MoDeL).

## Biographie
Aliou Bah naît le 20 février 1984 à Labé, dans la région du même nom, en Guinée,. Issu d'une famille modeste, il étudie en Guinée et obtient un master en finance internationale ainsi qu'un diplôme de recherche en sciences politiques,. 

## Parcours politique
Aliou Bah commence son parcours politique en 2012 lorsqu'il rejoint le parti Bloc Libéral (BL) de Faya Millimono à l'âge de 28 ans. Au sein du parti, il gravit les échelons et occupe successivement les postes de membre du bureau exécutif national, chargé de communication et porte-parole,. En 2015, il est nommé directeur de campagne du candidat du BL, Faya Millomono, lors de l'élection présidentielle de 2015.
En parallèle de son activité politique, Aliou est consultant-analyste en communication et développement auprès des institutions de microcrédits, de la CEDEAO et d'autres ONG.
Le 21 avril 2018, il décide de quitter le Bloc libéral en raison de désaccords avec le président du parti, Faya Millomono, sur l'orientation et les choix politiques de ce dernier,. Dans la foulée, il crée, le 18 septembre suivant, son propre parti politique, le Mouvement démocratique libéral (MoDeL), dont il devient le président,.
Le 8 octobre 2021, il est l’un des onze jeunes Africains sélectionnés pour animer le grand débat du sommet France-Afrique de Montpellier, en présence du Président français Emmanuel Macron,. Lors de ce sommet, il s'adresse à Emmanuel Macron en ces termes : « Je ne vous demande pas de vous occuper de nos dictateurs. Nous le faisons et continuerons de le faire. Moi je viens d’un pays, la république de Guinée, qui vient de se débarrasser de quelqu’un qui voulait mourir au pouvoir […] »,.

## Arrestation et condamnation
Le 26 décembre 2024, il est interpellé à la frontière avec la Sierra leone par la gendarmerie nationale pour « offense au chef de l'État ». Il est ensuite transféré à Conakry, où il est placé en garde à vue à la Direction centrale des investigations judiciaires de la gendarmerie nationale. Il y reste jusqu'au 30 décembre 2024, avant d’être placé sous mandat de dépôt à la maison centrale de Conakry.
Le 31 décembre 2024, il est présenté devant le juge du Tribunal de Première Instance de Kaloum,. Aliou Bah est jugé pour offense au chef de l'État, Mamadi Doumbouya. Le procureur, Mohamed Bangoura, requiert deux ans de prison ferme contre Aliou Bah, alors que ce dernier plaide non coupable,.
Le 7 janvier 2025, il est condamné à deux ans de prison ferme,. Ses avocats annoncent son intention de faire appel. Le 19 janvier 2025, le porte-parole du MoDeL, Moïse Diawara, annonce que le parti a saisi la Cour de justice de la CEDEAO.
Le 22 avril 2025, cinq ans de prison ferme sont requis contre Aliou Bah à son procès en appel pour « offense et diffamation ». La peine de deux ans est confirmée en appel le 28 mai 2025.

## Ouvrage
- 2024 : Parcours, Une conviction au service de la république,  publié aux éditions Harmattan[5].
- 2023 : Agir pour la Guinée, publié aux éditions Harmattan[27].

## Prix et reconnaissance
- 2017 : Lauréat du programme Leadership du système des Nations Unies.
- 2018 : J Awards dans la catégorie « politique » et Grand prix J Awards aux J Awards 2018[28].
- 2019 : Invité dans le cadre d'un programme d'invitation des personnalités d’avenir (PIPA) du Centre d'analyse, de prévision et de stratégie (CAPS) de Paris[29].
- 2020 : Lauréat du programme IVLP du département d'État Américain.
- 2023 : Lauréat du prix africain du mérite et de l’excellence, Forum Économique Africain PADEV à Kigali[30].

## Vie privée
Aliou Bah est marié et père de quatre enfants.